# Fonction de plusieurs variables
En mathématiques et plus spécialement en analyse vectorielle, une fonction numérique à plusieurs variables réelles est une fonction dont l'ensemble de départ E est une partie du produit cartésien {\displaystyle \mathbb {R} ^{n}}. L'ensemble d'arrivée F peut être {\displaystyle \mathbb {R} } ou {\displaystyle \mathbb {R} ^{p}}. Le second cas peut se ramener au premier cas en considérant qu'il s'agit en réalité de p fonctions de {\displaystyle \mathbb {R} ^{n}} dans {\displaystyle \mathbb {R} } appelées fonctions coordonnées.
La fonction est donc une relation associant à chaque n-uplet x = (x1, x2, ..., xn) élément de l'ensemble de départ un et un seul élément de l'ensemble d'arrivée, que l'on appelle image de x par f et que l'on note f(x) ou f(x1, ..., xn) :
Si l'on munit les deux espaces vectoriels {\displaystyle \mathbb {R} ^{n}} et {\displaystyle \mathbb {R} ^{p}} d'une norme, on peut étudier la continuité et la différentiabilité de telles fonctions. En fixant les n variables réelles (x1, x2, ..., xn) sauf une, on se ramène à l'étude de fonctions d'une variable réelle, à valeurs dans {\displaystyle \mathbb {R} ^{p}} (ou même dans {\displaystyle \mathbb {R} }, en considérant les p fonctions coordonnées). Leurs dérivées, lorsqu'elles existent, s'appellent les dérivées partielles de la fonction de départ.

## Fragments d'histoire
La notion de fonctions à plusieurs variables apparait très tôt en physique où l'on étudie souvent des quantités dépendant de plusieurs autres mais elle se développe considérablement à partir de la fin du XVIIe siècle. En 1667, James Gregory, dans son Vera circuli et hyperbolae quadratura en donne une des premières définitions formelles : « une fonction est une quantité obtenue à partir d'autres quantités par une succession d'opérations algébriques ou par n'importe quelle opération imaginable ». Le XVIIIe siècle voit le développement du calcul infinitésimal et la recherche de solutions d'équations différentielles et d'équations aux dérivées partielles. Les fonctions à plusieurs variables sont alors manipulées autant que les fonctions à une seule variable. Il faut attendre la fin du XIXe siècle et le XXe siècle pour voir s'établir avec plus de rigueur les calculs sur les dérivées partielles, notamment les dérivées secondes.

## Catégorisation
L'étude des fonctions à plusieurs variables peut se classifier selon le nombre de variables de départ et d'arrivée. Les objets étudiés sont alors des courbes, des surfaces, des champs scalaires ou vectoriels.
| Objet           | Représentation | Application                                                                                           | Opérations particulières |
| --------------- | -------------- | --- | --- |
| Courbe          |                | {\displaystyle f:\mathbb {R} \to \mathbb {R} ^{n}}                                                    | Calcul de longueur d'un arc, de courbure.                                                                                                 |
| Surface         |                | {\displaystyle f:\mathbb {R} ^{2}\to \mathbb {R} ^{n}}                                                | Calcul de superficie, de courbure. |
| Champ scalaire  |                | {\displaystyle f:\mathbb {R} ^{n}\to \mathbb {R} } {\displaystyle f:\mathbb {R} ^{n}\to \mathbb {C} } | Calcul d'extremum, de gradient, de dérivée directionnelle, d'intégrale multiple, d'intégrale de surface, d'intégrale curviligne, de flux. |
| Champ vectoriel |                | {\displaystyle f:\mathbb {R} ^{n}\to \mathbb {R} ^{n}}                                                | Calcul de gradient, de divergence, de rotationnel, d'intégrale de surface, d'intégrale curviligne, de flux.                               |

## Analyse à plusieurs variables
Les concepts classiques de l'analyse s'étendent aux fonctions de plusieurs variables. L'introduction de l'algèbre linéaire se montre indispensable.

### Fonction partielle selon une direction
Si a = (a1, ..., an) est un point de {\displaystyle \mathbb {R} ^{n}} et si u = (u1, ..., un) est un vecteur de {\displaystyle \mathbb {R} ^{n}}, on appelle fonction partielle de f au point a suivant la direction u la fonction de la variable réelle qui au réel t associe f (a + tu).
Lorsque u est un vecteur de la base canonique (toutes les composantes sont nulles sauf une seule), la fonction partielle consiste à considérer toutes les variables sauf une comme constantes. Si seule la k-ième variable est non constante, on parle de la k-ième composante partielle en a ou fonction partielle suivant la k-ième coordonnée.
{\displaystyle f_{k,a}(t)=f(a_{1},\cdots ,a_{k-1},a_{k}+t,a_{k+1},\cdots ,a_{n})}

### Limitesetcontinuité
Une norme étant choisie sur {\displaystyle \mathbb {R} ^{n}}, et f étant une fonction à valeurs réelles définie sur un ouvert E de {\displaystyle \mathbb {R} ^{n}}, on définit la continuité de la manière suivante : pour tout point a de E, f est continue en a si et seulement si
{\displaystyle \forall \varepsilon >0\,\exists \alpha >0,(||x-a||<\alpha {\text{ et }}x\in E)\Rightarrow |f(x)-f(a)|<\varepsilon }
L'étude des limites et de la continuité conduit à de nombreux résultats contre-intuitifs. Ainsi, s'il est vrai qu'une fonction continue possède des fonctions partielles continues, la réciproque peut se révéler fausse. Un exemple couramment cité est celui de la fonction définie par
{\displaystyle \left\{{\begin{array}{cl}{\text{si}}\ (x,y)\neq (0,0),\ f(x,y)={\frac {xy}{x^{2}+y^{2}}}~,\\f(0,0)=0~.\end{array}}\right.}
Ses fonctions partielles à x constant ou à y constant sont continues alors que la fonction n'est pas continue en (0 ; 0). En effet
{\displaystyle \lim _{x\to 0}f(x,0)=0=\lim _{y\to 0}f(0,y)}
alors que la fonction partielle suivant la direction u = (a,b) n'est pas continue car
{\displaystyle \lim _{t\to 0,t\neq 0}f(ta,tb)={\frac {ab}{a^{2}+b^{2}}}} .
Il existe même des fonctions dont les fonctions partielles sont continues quelle que soit la direction choisie, sans que la fonction le soit. Ainsi la fonction définie par
{\displaystyle \left\{{\begin{array}{cl}{\text{si}}\ (x,y)\neq (0,0),\ f(x,y)={\frac {x^{2}y}{x^{4}+y^{2}}}~,\\f(0,0)=0\end{array}}\right.}
possède des fonctions partielles continues selon toute direction. Mais si on approche de (0 ; 0) selon la parabole d'équation y = x2, f(x,y) s'approche de 1/2.
Cependant, si l'ouvert E est un produit d'intervalles (Ei)i ∈ {1, ..., n}  et si la norme choisie est une norme p ou la norme infinie, lorsque les fonctions partielles f i sont lipschitziennes de rapport ki, la fonction f est alors lipschitzienne de rapport {\displaystyle \sum _{i=1}^{n}k_{i}}.

### Calcul différentiel
Les dérivées partielles généralisent le concept de dérivée. Une dérivée partielle d'une fonction de plusieurs variables est la dérivée de cette fonction selon une variable, les autres étant considérées constantes.
Une fonction f de {\displaystyle E\subset \mathbb {R} ^{n}} dans {\displaystyle \mathbb {R} } sera dite différentiable en a = (a1, ..., an) s'il existe un développement de la forme
{\displaystyle f(a_{1}+h_{1},\dots ,a_{n}+h_{n})=f(a_{1},\dots ,a_{n})+h_{1}\alpha _{1}+\dots +h_{n}\alpha _{n}+o\left(\|h\|\right)}
où {\displaystyle \|h\|} désigne la norme du vecteur h de composantes (h1, ..., hn). Lorsque la fonction est différentiable, on montre que les coefficients réels αi apparaissant dans ce développement sont les dérivées partielles de f, c'est-à-dire les dérivées des fonctions partielles selon xi. On note donc
{\displaystyle \mathrm {d} f(a)(h)=h_{1}\cdot {\frac {\partial f}{\partial x_{1}}}(a)+\dots +h_{n}\cdot {\frac {\partial f}{\partial x_{n}}}(a)}
la différentielle totale de f en a.
Comme pour la continuité, il existe des résultats contre-intuitifs. Ainsi, une fonction différentiable possède des dérivées partielles mais une fonction possédant des dérivées partielles en a n'est pas nécessairement différentiable en a. Elle peut même ne pas être continue en a.
Ainsi, la fonction présentée précédemment :
{\displaystyle f(x,y)={\frac {xy}{x^{2}+y^{2}}}}
et vérifiant
{\displaystyle f(0,0)=0\,}
possède des dérivées partielles en tout point mais n'est pas continue en 0.
Cependant une fonction possédant des dérivées partielles continues sur E est différentiable sur E et est dite de classe C1.
Le calcul des dérivées partielles d'ordre supérieur se heurte aussi à quelques pièges comme celui concernant l'ordre de dérivation (voir théorème de Schwarz).
Les dérivées partielles peuvent être combinées en de nombreuses façons pour créer des objets différentiels intéressants.
En analyse vectorielle, l'opérateur nabla est utilisé pour définir des opérateurs comme le gradient, la divergence et le rotationnel. Une matrice des dérivées partielles premières, la matrice jacobienne, peut être utilisée pour représenter la dérivée d'une fonction d'un nombre quelconque de variables. La matrice hessienne est son analogue avec des dérivées partielles secondes.
Les équations différentielles contenant des dérivées partielles sont appelées équations aux dérivées partielles (EDP). Elles sont généralement plus difficiles à résoudre que les équations différentielles ordinaires.

### Calcul intégral
L'intégrale multiple généralise le concept d'intégrale. Les intégrales doubles et triples peuvent être utilisées pour calculer des surfaces et des volumes de régions de l'espace. Leur calcul passe généralement par leur expression en une composition d'intégrales simples, calculées à chaque fois selon une seule variable.
L'intégrale de surface et l'intégrale curviligne sont utilisées pour l'intégration sur des variétés.

### Théorèmes fondamentaux de l'analyse à plusieurs variables
En analyse, ces théorèmes établissent un lien entre la dérivée et l'intégrale. Le lien entre dérivées partielles et intégrales multiples est assuré par les théorèmes du gradient, de flux-divergence, du rotationnel, de Green.
Dans une étude plus avancée de l'analyse vectorielle, on constate que ces théorèmes ne sont que l'incarnation d'un théorème plus général, le théorème de Stokes, qui s'applique à l'intégration de formes différentielles sur des variétés.

### Analyse vectorielle
L'analyse vectorielle étudie les champs de scalaires et de vecteurs suffisamment réguliers des espaces euclidiens, c'est-à-dire les applications différentiables d'un ouvert d'un espace euclidien E à valeurs respectivement dans {\displaystyle \mathbb {R} } et dans E. L'analyse vectorielle est donc une branche – outre de l'analyse à plusieurs variables – de la géométrie différentielle.
Mais l'importance de l'analyse vectorielle provient de son utilisation intensive en physique et dans les sciences de l'ingénieur. C'est pourquoi nous nous limitons le plus souvent au cas où {\displaystyle E=\mathbb {R} ^{3}} est l'espace usuel à trois dimensions. Dans ce cadre, un champ de vecteurs associe à chaque point de l'espace un vecteur (à trois composantes réelles), tandis qu'un champ de scalaires y associe un réel. Imaginons par exemple l'eau d'un lac. La donnée de sa température en chaque point forme un champ de scalaires, celle de sa vitesse en chaque point, un champ de vecteurs. L'analyse vectorielle est ainsi un outil fondamental de la mécanique des fluides, de la météorologie, de l'électrostatique, de l'électrodynamique, de la géophysique, etc.